# Chalifert
Chalifert és un municipi francès, situat al departament del Sena i Marne i a la regió d'Illa de França. L'any 2007 tenia 1.174 habitants.
Forma part del cantó de Lagny-sur-Marne, del districte de Torcy i de la Comunitat d'aglomeració Marne i Gondoire.

## Demografia

### Població
El 2007 la població de fet de Chalifert era de 1.174 persones. Hi havia 438 famílies, de les quals 114 eren unipersonals (65 homes vivint sols i 49 dones vivint soles), 101 parelles sense fills, 174 parelles amb fills i 49 famílies monoparentals amb fills.
La població ha evolucionat segons el següent gràfic:
Habitants censats

### Habitatges
El 2007 hi havia 498 habitatges, 440 eren l'habitatge principal de la família, 40 eren segones residències i 18 estaven desocupats. 400 eren cases i 84 eren apartaments. Dels 440 habitatges principals, 336 estaven ocupats pels seus propietaris, 89 estaven llogats i ocupats pels llogaters i 15 estaven cedits a títol gratuït; 50 tenien una cambra, 36 en tenien dues, 54 en tenien tres, 87 en tenien quatre i 213 en tenien cinc o més. 353 habitatges disposaven pel capbaix d'una plaça de pàrquing. A 179 habitatges hi havia un automòbil i a 231 n'hi havia dos o més.

### Piràmide de població
La piràmide de població per edats i sexe el 2009 era:
| Homes | Edats   | Dones |
| ----- | ------- | ----- |
| 0     | 95 o +  | 0     |
| 0     | 90 a 94 | 0     |
| 0     | 85 a 89 | 8     |
| 0     | 80 a 84 | 0     |
| 4     | 75 a 79 | 12    |
| 12    | 70 a 74 | 8     |
| 16    | 65 a 69 | 24    |
| 36    | 60 a 64 | 20    |
| 24    | 55 a 59 | 12    |
| 32    | 50 a 54 | 16    |
| 44    | 45 a 49 | 52    |
| 60    | 40 a 44 | 64    |
| 32    | 35 a 39 | 32    |
| 52    | 30 a 34 | 40    |
| 36    | 25 a 29 | 36    |
| 36    | 20 a 24 | 28    |
| 44    | 15 a 19 | 36    |
| 36    | 10 a 14 | 44    |
| 32    | 5 a 9   | 36    |
| 48    | 0 a 4   | 12    |

## Economia
El 2007 la població en edat de treballar era de 842 persones, 641 eren actives i 201 eren inactives. De les 641 persones actives 591 estaven ocupades (308 homes i 283 dones) i 49 estaven aturades (30 homes i 19 dones). De les 201 persones inactives 52 estaven jubilades, 99 estaven estudiant i 50 estaven classificades com a «altres inactius».

### Ingressos
El 2009 a Chalifert hi havia 409 unitats fiscals que integraven 1.060,5 persones, la mediana anual d'ingressos fiscals per persona era de 24.459 €.

### Activitats econòmiques
Dels 44 establiments que hi havia el 2007, 1 era d'una empresa extractiva, 1 d'una empresa de fabricació d'altres productes industrials, 9 d'empreses de construcció, 10 d'empreses de comerç i reparació d'automòbils, 4 d'empreses de transport, 1 d'una empresa d'hostatgeria i restauració, 1 d'una empresa d'informació i comunicació, 1 d'una empresa financera, 2 d'empreses immobiliàries, 7 d'empreses de serveis, 5 d'entitats de l'administració pública i 2 d'empreses classificades com a «altres activitats de serveis».
Dels 11 establiments de servei als particulars que hi havia el 2009, 2 eren tallers de reparació d'automòbils i de material agrícola, 1 paleta, 3 guixaires pintors, 1 lampisteria, 1 electricista, 2 empreses de construcció i 1 restaurant.
L'únic establiment comercial que hi havia el 2009 era una botiga de menys de 120 m².

## Equipaments sanitaris i escolars
El 2009 hi havia una escola elemental.

## Poblacions més properes
El següent diagrama mostra les poblacions més properes.